# شيموس بانون
شيموس بانون (بالإنجليزية: Séamus Bannon)‏ هو لاعب قذف أيرلندي، ولد في 1927 في نينا ‏ في جمهورية أيرلندا، وتوفي في 1990.